# Hermann Souchon
Hermann Wilhelm Souchon (* 2. Januar 1895 in Bromberg; † 1982) war ein deutscher Offizier und Freikorpsangehöriger. Er war mutmaßlich am gemeinschaftlichen Mord an Rosa Luxemburg beteiligt und wurde von zwei möglichen Mittätern als Todesschütze benannt. Souchon trat im nachfolgenden Mordprozess als Zeuge auf und entzog sich später durch Flucht nach Finnland der Strafverfolgung. Er kehrte nach einer Amnestierung durch Adolf Hitler 1935 nach Deutschland zurück.

## Frühe Laufbahn
Hermann, ein Neffe des Admirals Wilhelm Souchon, diente im Ersten Weltkrieg als Leutnant im Mindenschen Feldartillerie-Regiment Nr. 58 und trat 1915 zur Kaiserlichen Marine über, wo er Leutnant zur See wurde. Er wurde nach Kriegsende entlassen und trat daraufhin in die Marine-Offiziers-Eskadron beim Ulanenregiment 5 ein, ein Freikorps, das im Januar 1919, der Garde-Kavallerie-Schützen-Division unter Generalleutnant Heinrich von Hofmann unterstellt, in Berlin agierte.

## Ermordung Rosa Luxemburgs
Am 15. Januar 1919 waren Rosa Luxemburg und Karl Liebknecht in Berlin-Wilmersdorf entdeckt und von Angehörigen der Garde-Kavallerie-Schützen-Division in ihrem Stabsquartier im Eden-Hotel unter dem Befehl des Ersten Generalstabsoffiziers, Hauptmanns Waldemar Pabst, verhört worden. Als die beiden danach abtransportiert wurden, soll Souchon auf den Wagen gesprungen sein und die bereits von dem Jäger Otto Wilhelm Runge durch zwei Schläge mit einem Gewehrkolben schwer verletzte Rosa Luxemburg durch einen Pistolenschuss in den Kopf getötet haben. Jahrelang wurde zunächst der Transportführer, Oberleutnant a. D. Kurt Vogel, als Todesschütze genannt, der auch in einem Prozess vor dem Feldkriegsgericht der Garde-Kavallerie-Schützen-Division angeklagt und zu einer Haftstrafe verurteilt wurde, aber mit Hilfe des späteren Admirals Canaris nach Holland floh (obwohl das Feldkriegsgericht den Mordverdacht gegen Vogel als „nicht einwandfrei erwiesen“ ansah). Souchon wurde zwar auch vor das Kriegsgericht geladen, aber Kriegsgerichtsrat Paul Jorns steuerte den Prozessverlauf so, dass Souchon nur als Zeuge zu erscheinen hatte, bei den Verhandlungen zum Mord an Rosa Luxemburg nicht anwesend war und daher von anderen Zeugen nicht identifiziert werden konnte. Um sich strafrechtlicher Verfolgung zu entziehen, floh Souchon 1920 nach Finnland, wo er als Bankkaufmann arbeitete und mit der Lappo-Bewegung sympathisierte.
Erst zwei Jahre nach dem Prozess gegen Vogel, Runge und andere sagte der Fahrer des Luxemburg-Wagens, Soldat Janschkow, in einem neuen Ermittlungsverfahren aus, der im Prozess als „unbekannter Marineoffizier“ Bezeichnete sei Hermann Souchon gewesen. Souchon erschien erst 1925 vor der Staatsanwaltschaft, wurde aber nicht belangt und reiste zurück nach Finnland.

## Nach 1935
Nachdem Adolf Hitler den an den Morden von Luxemburg und Liebknecht Beteiligten Amnestie und sogar Haftentschädigung gewährt hatte, kehrte Souchon 1935 nach Deutschland zurück, wo er in die Luftwaffe eintrat und im Zweiten Weltkrieg zum Oberst aufstieg. Er führte als Kommandeur die Flakscheinwerfer-Abteilung 308 (v), die während der deutschen Besetzung Frankreichs in Bordeaux stationiert war. Nach dem Krieg lebte er u. a. in Crailsheim und in Bad Godesberg. Er war Mitbegründer des Christlichen Jugenddorfs in Stuttgart und engagierte sich in der württembergischen Landeskirche. Souchon soll unter dem Pseudonym Willo Wenger als Ghostwriter für Götz Kraft von Oelffens tätig gewesen sein und das Buch Fern und ewig leuchtet Frieden. Ein Erlebnis aus dem Zeitgeschehen nach Berichten sowie nach Aufzeichnungen eines zum Tode Verurteilten geschrieben haben.

## Nachkriegserkenntnisse
Am 1. Dezember 1959 berichtete Waldemar Pabst dem späteren Präsidenten des Bundesamts für Verfassungsschutz Günther Nollau, dass es Souchon gewesen sei, der auf den Wagen gesprungen war und Rosa Luxemburg erschossen habe. Die ARD strahlte am  14./15. Januar 1969 einen Dokumentationsbericht von Dieter Ertel, Zeitgeschichte vor Gericht: Der Fall Liebknecht-Luxemburg, aus. Souchon ging mit Anwalt Otto Kranzbühler vor Gericht, und im Februar 1970 verurteilte das Landgericht Stuttgart, gestützt auf die Feldgerichtsakten der Garde-Kavallerie-Schützen-Division aus dem Jahre 1919, den Süddeutschen Rundfunk, die Behauptung der Täterschaft Souchons zu widerrufen.
Der Dokumentarbericht wurde nach Souchons Tod seit den 1980er Jahren  unbeanstandet mehrfach von verschiedenen Sendern ausgestrahlt und ist seit 2008 auf DVD erhältlich. Er ist mit einem erklärenden Vorwort seitens der Redaktion versehen, dass es sich um eine historische Deutung handelt.